# 80식 공대함 미사일
80식 공대함 미사일 또는 ASM-1은 일본에서 개발된 대함 미사일이다.
본래는 연안 방어에 사용되는 무기지만, 실제로는 해안이나 육지의 표적에 사용하는 것이 보다 더 적합하다. 또한 이 미사일은 몇몇 다른 무기의 베이스로 사용되기도 한다.
주 발진 플랫폼은 미쓰비시 F-1, F-4 팬텀, 미쓰비시 F-2이다.

## 같이 보기
- 대함 미사일
- 88식 지대함 미사일
- 90식 함대함 미사일
- ASM-3